# نينوفر ياباني
نينوفر ياباني أو نوفار ياباني (الاسم العلمي:Nuphar japonica) هو نوع غير مؤكد من النباتات يتبع جنس النينوفر من الفصيلة النيلوفرية.